# VIH en Haïti
 (décembre 2017).
Si vous disposez d'ouvrages ou d'articles de référence ou si vous connaissez des sites web de qualité traitant du thème abordé ici, merci de compléter l'article en donnant les références utiles à sa vérifiabilité et en les liant à la section « Notes et références ».

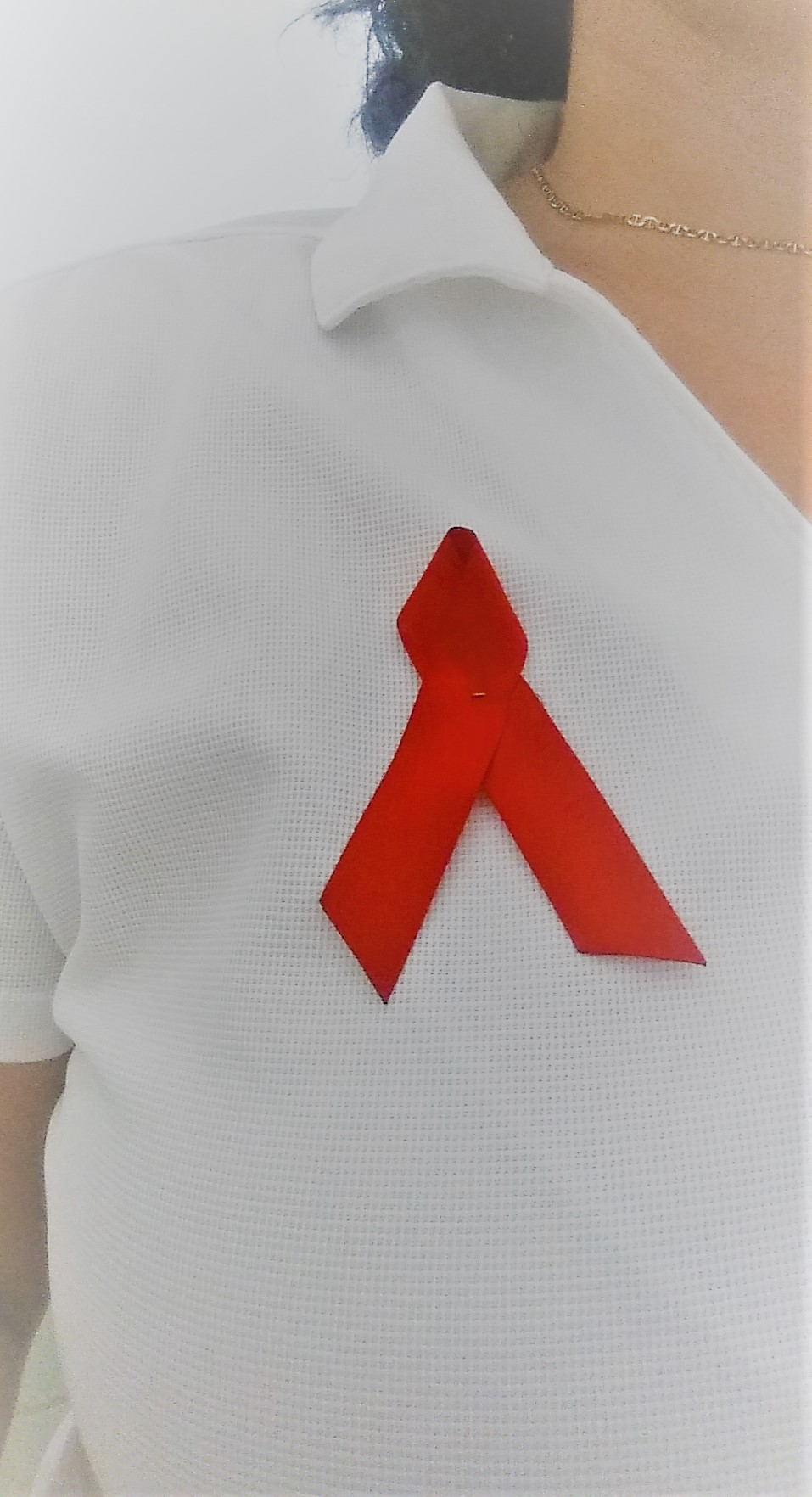
Ruban symbolisant la lutte contre le sida et servant de moyen de communication pour les campagnes de sensibilisation

Le sida à Haïti est considéré comme une épidémie importante.
Dans les Caraïbes, Haïti représente 48 % des cas de VIH qui y figurent, de plus, son nombre équivaut à plus du double du taux de la République dominicaine et notamment quatre fois le taux de la Jamaïque. Le VIH affecte les femmes et les hommes de tout âge. Au niveau de Haïti les jeunes et les femmes sont parmi les plus vulnérables et les plus touchés par le virus.
Le virus de l’immunodéficience humaine (VIH) est l’agent pathogène qui cause le Syndrome d'immunodéficience acquise (sida). Ce dernier est une infection qui diminue la capacité du corps à se défendre contre d'autres infections.
L’infection pose de graves risques niveau santé et le sida peut être fatal pour les personnes infectées.
Le virus est un rétrovirus qui attaque les lymphocytes T, une catégorie de globules blancs, essentielle pour le système immunitaire. Il est possible de se protéger contre le virus. Des traitements efficaces sont disponibles et gratuits à Haïti.
Une personne infectée peut vivre une vie longue et saine, si elle se conforme au traitement antirétroviral (TAR) pour la suppression de la réplication du virus.
Malgré l'existence de mesures efficaces pour la prévention et le traitement du VIH, un niveau d’éducation insuffisant voire un manque d’accès à l'éducation posent des défis pour le ministère de Santé Publique et de la Population en Haïti.
Dans le gouvernement Haïtien, le Programme national de lutte contre le sida (PNLS) a la responsabilité du contrôle de l’épidémie et il coordonne les interventions. Le PEPFAR (President's Emergency Plan for AIDS Relief), le Fonds mondial de lutte contre le sida, la tuberculose et le paludisme (FMSTP) et le Programme commun des Nations unies sur le VIH/SIDA (ONUSIDA) sont parmi les organisations les plus importantes fournissant la plupart des matériels de dépistage et les médicaments antirétroviraux (ARV) dans le système de santé Haïtien.

## Transmission et prévention
Le VIH est transmissible par le sang, les sécrétions vaginales, le sperme, les sécrétions pré-éjaculatoires, les secrétions rectales et le lait maternel. On ne peut pas acquérir le VIH à travers la salive (en embrassant), les larmes ou l’urine.
Les trois modes de contaminations sont :
1. Les rapports sexuels non-protégés, qu’ils soient hétérosexuels ou homosexuels, vaginaux, oraux ou rectaux.
2. Le contact avec du matériel contaminé:
  - Utilisation de seringues pour des drogues injectables.
  - Matériels de tatouages.
  - Lors d'une transfusion de produit sanguin.
3. Transmission entre la mère et l'enfant pendant la grossesse, l’accouchement, et/ou l’allaitement.

Le VIH n'est pas transmissible par :
- Contact buccal tel qu'un baiser sur la bouche[4],[5].
- Le partage de nourriture ou de boisson avec une personne infectée[5].
- L'utilisation de la même toilette qu’une personne infectée[4].

Au niveau de la population, ce virus est l'un des plus difficiles à gérer pour plusieurs raisons. Les personnes infectées sont parfois inconscientes de leurs statuts et certains de ceux qui connaissent leurs statuts, ne prennent pas ou n'adhèrent pas au traitement. Ces causes peuvent entrainer de futures transmissions. En 2014, 62 602 personnes recevaient le traitement sur ± 140 000 infectées, ce qui représente seulement 44,7 % des personnes infectées. En Haïti, il existe une forte stigmatisation contre les personnes infectées, il est encore tabou de discuter ouvertement de ce sujet dans la communauté, les écoles, et même dans les centres de santé.
Pour réduire le risque de transmission au fœtus et nouveau-né, il est primordial que la mère adhère au traitement pendant la grossesse. Un accouchement dans un centre de santé qualifié diminue aussi le risque de transmission, et un accouchement par césarienne, si indiqué, diminue le risque de transmission.

## Prévalence en Haïti
| Cas | Nombre d’occurrence ou proportion |
| --- | --------------------------------- |
| Nombre de personnes vivant avec le VIH (tous les âges), 2015 | 130 000                           |
| Décès causés par le Sida (tous les âges), 2015 | 8 000                             |
| Nombre d'orphelins à cause du Sida (âges 0-17), 2015 | 110 000                           |
| Estimation de taux de traitement anti-rétrovirale (adultes âgés 15+), 2015                                                                                      | 53%                               |
| Estimation de taux de femmes enceintes vivantes avec le VIH qui ont reçu le traitement anti-rétrovirale pour la prévention de la transmission mère-enfant, 2015 | >95%                              |

La population d’Haïti en 2014 était 10.57 million, avec environ 140 000 personnes vivants avec le VIH (PVVIH). En 2016, le taux de prévalence de VIH/Sida de 1,8 %. Chaque années plus de 7 200 Haïtiens meurent à cause du Sida .

## Dépistage pour le VIH en Haïti
En Haïti, le test rapide et le test virologique (PCR - réaction en chaîne de la polymérase) sont disponibles et gratuits dans les centres de santé. Le MSPP liste tous les sites cliniques dans le pays, dont la plupart offrent ces tests.

### Dépistage Volontaire
Le dépistage volontaire pour le VIH implique généralement deux séances de conseils, l’une avant le test VIH et la seconde après le test VIH lorsque les résultats sont communiqués aux patients. Les centres de santé utilisent souvent des tests de dépistage rapide qui nécessitent seulement une goutte de sang. Ces tests sont bon marché, requièrent une formation minimale et fournissent des résultats précis en 15 minutes. Le test est largement disponible en Haïti dans les hôpitaux, les cliniques et les laboratoires du gouvernement et du secteur privé. Dans la majorité des hôpitaux et des centres cliniques, le dépistage du VIH est disponible sans frais. Le dépistage volontaire est conseillé pour tous les enfants de plus de 18 mois, les adolescents et les adultes.

### Dépistage à la naissance et Prévention de Transmission Mère-Enfant
Toutes les femmes enceintes qui ont un suivi clinique sont systématiquement dépistées pour le VIH par test rapide. De la même manière, tous les enfants nés de mère séropositives sont testés juste après la naissance afin de commencer le traitement dès que possible. Une série de tests est utilisée pour confirmer la présence ou absence du virus chez le nouveau-né.

## Traitement et Gestion de VIH/Sida en Haïti
Normalement, la gestion de VIH/Sida inclut l’utilisation de multiples médicaments, plus communément nommés les traitements antirétroviraux (TAR ou ARV). Plusieurs classes de drogues agissent sur les  différentes étapes du cycle d’infection du virus. Le traitement le plus commun s’appelle la trithérapie. La thérapie réduit la présence du virus dans le sang, maintient le bon fonctionnement du système immunitaire et prévient les infections opportunistes qui peuvent causer la mort. En jonction avec le TAR, les antibiotiques, antiviraux, et antifongiques sont utilisés pour traiter les infections opportunistes qui peuvent survenir. L'augmentation de l'accessibilité et la disponibilité des ARV à travers le monde diminuent la mortalité et font du VIH une condition chronique.
« Avec une action collective et résolue maintenant et un engagement inébranlable dans les années qui viennent, une génération libre de SIDA est vraiment achevable. » - Anthony Fauci, chef de NIAID (National Institutes of Allergy and Infectious Disease) [Year]
Le pilier du traitement contre le VIH est le traitement antirétroviral (ARV). En Haïti, grâce au soutien du PEPFAR et du FMSTP, ces médicaments sont largement disponibles sans frais pour les patients. Les tests de laboratoire essentiels et les médicaments de soutien sont également couverts par ces donneurs. Les directives de traitement pour Haïti sont établies par le PNLS, une division du MSPP. L’ARV est disponible sans coût direct pour les patients dans tous les dix départements, incluant l’île de La Gonâve, l’île-a-Vache et l’île de La Tortue.